# Virgil Redlich
Virgil Redlich OSB (* 16. April 1890 in Innsbruck als Herbert Redlich; † 30. Mai 1970 in Seckau) war ein österreichischer Priestermönch der Benediktinerabtei Seckau und Kirchenhistoriker.

## Leben
Redlich war Sohn des Historikers Oswald Redlich. Er studierte zunächst ab 1909 Germanistik, Philosophie und Kunstgeschichte an der Universität Wien, trat 1910 in die Benediktinerabtei Seckau ein, wo er den Ordensnamen Virgil annahm und am 13. November 1911 seine Profess ablegte. Danach widmete er sich dem Studium der Philosophie in Innsbruck und in der Abtei Maria Laach, dann dem Studium der Theologie an der Theologischen Hochschule Beuron, bevor er am 5. August 1916 zum Priester geweiht wurde.
Redlich ging zum weiteren Studium 1917 an die Wiener Universität, an der er auch Hochschulseelsorger war, dann 1921 an die Universität Bonn. Dort wurde er 1922 mit der Dissertation Johann Rode von St. Mathias bei Trier. Ein deutscher Reformabt des 15. Jahrhunderts zum Dr. phil. promoviert. Nach Tätigkeiten in der Seelsorge erfolgte 1930 an der katholisch-theologischen Fakultät, der Vorgängerin der heutigen Universität Salzburg, seine Habilitation mit der Arbeit Tegernsee und die deutsche Geistesgeschichte im 15. Jahrhundert.
Redlich wurde Leiter des Forschungsinstituts für Geistesgeschichte und Spiritual des Benediktinerkollegs. Seine Ernennung zum außerordentlichen Professor für Christliche Philosophie an der Salzburger Hochschule erfolgte 1937. Hier wurde er 1961 entpflichtet. Daneben hielt er Gastvorlesungen an der Universität Graz.
Redlich war Mitglied der Bayerischen Benediktinerakademie sowie Schriftleiter der Zeitschrift für deutsche Geistesgeschichte.

## Schriften (Auswahl)
- Johann Rode von St. Mathias bei Trier. Ein deutscher Reformabt des 15. Jahrhunderts. Münster 1923, OCLC 906313867.
- Meßfeier als Lebensquell, 1929.
- Tegernsee und die deutsche Geistesgeschichte im 15. Jahrhundert. München 1931, OCLC 462080252.
- Religiöse Lebensgestaltung. Salzburg 1932, OCLC 65627864.
- Dein ist der Tag. Lebensaufbau aus dem Sonntag. Salzburg 1934, OCLC 717519933.